# François les bas-bleus

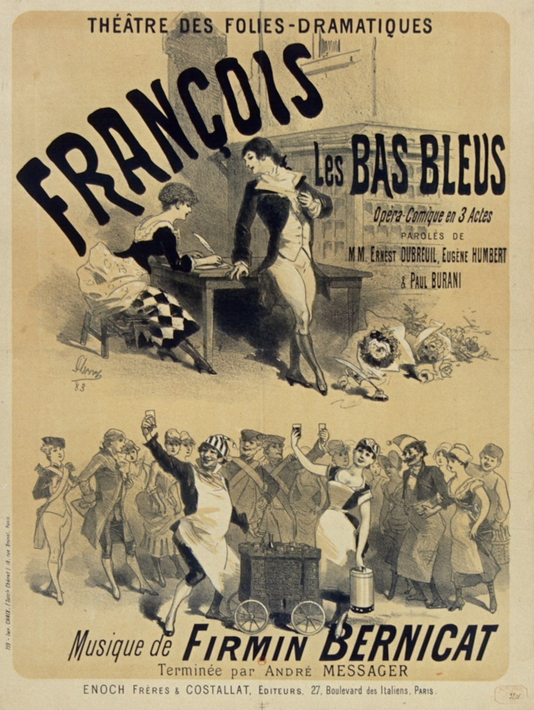
Affisch till François les bas-bleus

François les bas-bleus är en opéra comique i tre akter från 1883 med ett franskt libretto av Ernest Dubreuil, Eugène Humbert, Paul Burani, och musik av Firmin Bernicat, fullbordad av André Messager.

## Bakgrund
Bernicat hade under en tid arbetat som cafémusiker och började tonsätta librettot till en gammal vaudeville, Les beignets à la cour, som blev till en opéra-comique i tre akter, Les beignets du roi. Den sattes upp på Théâtre des Fantaisies-Parisiennes i Bryssel i februari 1882 med en viss succé.
François les bas-bleus spelades första gången på Théâtre des Folies-Dramatiques den 8 november 1883 och spelades fram till mars året därpå. Den 17 december 1887 hade den nypremiär på Théâtre des Menus-Plaisirs där den spelades 50 gånger med Jane Pierny som Fanchon, Jacquin som François, Bartel som Pontcornet och Alice Berthier som comtesse de la Savonnière. I october 1896 satte Folies-Dramatiques upp den på nytt med Jean Périer i titelrollen.
Verket sattes senare upp på Théâtre des Bouffes-Parisiens den 17 januari 1900 för ytterligare 36 föreställningar åter med Périer i titelrollen och Anne Tariol-Baugé som Fanchon.

## Roller
| Roller                       | Röststämma | Premiärbesättning 8 november 1883 (Dirigent: Pascal Delagarde) |
| ---------------------------- | ---------- | -------------------------------------------------------------- |
| François les bas-bleus       | baryton    | Max Bouvet                                                     |
| Marquis de Pontcornet        | tenor      | Montrouge                                                      |
| Chevalier de Lansac          | tenor      | Dekernel                                                       |
| Kirschwasser                 |            | Darman                                                         |
| Jasmin                       | bas        | Bartel                                                         |
| Courtalin                    |            | Jules Speck                                                    |
| Gratinet                     |            | Ambroise                                                       |
| Fanchon                      | sopran     | Jeanne Andrée                                                  |
| La comtesse de la Savonnière | sopran     | Mme d’Harville                                                 |
| Militza                      | sopran     | Mlle Pauseron                                                  |
| Nicolet                      |            | Destrées                                                       |
| Juliette                     |            | Mlle Falsonn                                                   |

## Handling
Handling äger rum i Paris 1789.
François les Bas-Bleus är byskrivare i Carrefour Saint-Eustache och förälskad i sångerskan Fanchon. Deras kärlek skulle ha varit idealisk om det inte vore för det att Fanchon sjöng en barnvisa för François, vilken ögonblickligen identifierades av den förbigående comtesse de la Savonnière. Utan tvivel är denna Fanchon barn till marquis de Pontcornet. Fanchons faster älskar också François les Bas-Bleus och kommer göra allting för att förhindra att hennes brorsdotter gifter sig med mannen som hon älskar. Men Fanchon vägrar gifta sig med sin kusin de Lansac och förblir François trogen, som sitter fängslad i Bastiljen tillsammans med Marquis de Pontcornet.
Det är nu 14 juli och Bastiljen har stormats. Markisen och François friges. Den ena bestämmer sig för att bli ciderköpman, den andra att bli officer. Som sådan blir François markisens överman. Markisen arresteras som misstänkt. Han lovas bli frigiven endast om han tillåter att hans dotter får gifta sig med François. Han går med på det och François gifter sig med Fanchon.